# Territoire néerlandais d'outre-mer
Ne doit pas être confondu avec les Antilles néerlandaises, les Caraïbes néerlandaises ou les Pays-Bas caribéens.

Carte des Pays-Bas caribéens :
Bonaire, Saba et Saint-Eustache (de gauche à droite)
Aruba
Curaçao
Saint-Martin

Six territoires néerlandais d'outre-mer (en néerlandais : Nederlandse Overzeese Rijksdelen) constituent le royaume des Pays-Bas en plus des Pays-Bas européens. Ils sont tous situés dans les Antilles. Depuis la dissolution de la fédération des Antilles néerlandaises le 10 octobre 2010, Bonaire, Saint-Eustache et Saba (les « Pays-Bas caribéens ») ont le statut d'entités publiques (openbare lichamen) au sein de la nation constitutive des Pays-Bas (qu'elles constituent avec les Pays-Bas européens) alors qu'Aruba, Curaçao et Saint-Martin sont autant de nations constitutives distinctes au sein du Royaume (depuis 1986 pour Aruba et depuis 2010 pour les deux autres). 

## Historique

### Statut passé des territoires ultramarins néerlandais
Les Antilles néerlandaises et Aruba étaient chacun dotés d’un gouvernement et d’un Parlement local, distincts de ceux de l’État des Pays-Bas, et disposaient chacun de leur propre monnaie (le florin des Antilles néerlandaises et le florin arubais).
Ces territoires ne font pas partie de l'Union européenne, bien que leurs habitants aient la nationalité néerlandaise et les citoyennetés néerlandaise et européenne (ce qui leur permet d’être représentés au Parlement européen et de participer aux élections des représentants néerlandais à ce parlement), et ont le statut européen de « pays et territoire d’outre-mer » (à ne pas confondre avec les régions ultrapériphériques).
Politiquement parlant, l’île d’Aruba, les Antilles néerlandaises et les Pays-Bas formaient trois États distincts au sein du royaume des Pays-Bas.

### Évolution constitutionnelle et nouveaux statuts
Pendant plusieurs années, à la demande des gouvernements d’Aruba et des anciennes Antilles néerlandaises, des pourparlers ont eu lieu au sein du royaume des Pays-Bas entre les trois États pour réviser le statut constitutionnel des territoires d'outre-mer néerlandais.
Ces statuts sont entrés en application le 1er juillet 2007 avec le maintien du statut d’État autonome pour Aruba, la dissolution progressive de l’ancien État fédéral des Antilles néerlandaises et la création de deux nouveaux territoires autonomes pour Curaçao et Saint-Martin (qui ne forment toutefois pas encore des États autonomes au même sens que pour Aruba), les autres îles devenant des communes néerlandaises à statut particulier.
Le changement complet de statut devait être achevé le 15 décembre 2008 après le transfert progressif des compétences de l’État fédéral autonome vers ceux des nouveaux territoires autonomes de Curaçao et Sint-Maarten (qui auraient alors dû prendre alors le statut effectif d’États autonomes, comme à Aruba), ou vers l’État des Pays-Bas pour les trois nouvelles communes néerlandaises à statut spécifique. Après maintes négociations, ce transfert sera finalement complété le 10 octobre 2010.

## Statut actuel
Depuis 2010, le royaume des Pays-Bas comprend quatre territoires autonomes : les Pays-Bas proprement dit, Aruba, Curaçao et la partie néerlandaise de Saint-Martin, les trois derniers étant situés dans les Antilles. De plus, Bonaire, Saba et Saint-Eustache sont des entités publiques rattachées aux Pays-Bas, comme les communes européennes mais avec des règles adaptées à leur situation dans les Antilles. 

## Liste des territoires ultramarins des Pays-Bas
| Drapeau | Nom du territoire | Chef-lieu   | Population     | Superficie | Densité       | Statut                                                       | Monnaie          | Localisation | Observations |
| ------- | ----------------- | ----------- | -------------- | ---------- | ------------- | ------------------------------------------------------------ | ---------------- | --- | --- |
|         | Aruba             | Oranjestad  | 115 120 (2017) | 193 km2    | 541 hab/km2   | État autonome du royaume des Pays-Bas (autonome depuis 1986) | Florin arubais   | une des îles Sous-le-Vent dans les Petites Antilles, au large du Venezuela, à l’ouest de Curaçao                     | s’est séparé des Antilles néerlandaises le 1er janvier 1986, initialement sous la condition de devenir totalement indépendant en 1996, une clause qui a été annulée en 1990 |
|         | Bonaire           | Kralendijk  | 18 905 (2015)  | 288 km2    | 42 hab/km²    | Commune des Pays-Bas à statut particulier depuis 2010        | Dollar américain | une des îles Sous-le-Vent dans les Petites Antilles, au large du Venezuela, à l’est de Curaçao                       | |
|         | Curaçao           | Willemstad  | 149 648 (2017) | 450 km2    | 385 hab/km2   | État autonome du royaume des Pays-Bas (autonome depuis 2010) | Florin caribéen  | une des îles Sous-le-Vent dans les Petites Antilles, au large du Venezuela, entre Aruba à l'ouest et Bonaire à l'est | île la plus grande et la plus peuplée des Antilles néerlandaises |
|         | Saba              | The Bottom  | 1 991 (2013)   | 13 km²     | 110 hab/km²   | Commune des Pays-Bas à statut particulier depuis 2010        | Dollar américain | une des îles du Vent dans les Petites Antilles, à l’est de Porto Rico                                                | île la plus petite et la moins peuplée des Antilles néerlandaises ; comporte le point le plus élevé du royaume des Pays-Bas (mont Scenery, 887 m)                           |
|         | Saint-Eustache    | Oranjestad  | 3 193 (2016)   | 21 km²     | 137 hab/km²   | Commune des Pays-Bas à statut particulier depuis 2010        | Dollar américain | une des îles du Vent dans les Petites Antilles, à l’est de Porto Rico                                                | |
|         | Saint-Martin      | Philipsburg | 37 224 (2014)  | 34 km²     | 1 095 hab/km² | État autonome du royaume des Pays-Bas (autonome depuis 2010) | Florin caribéen  | une des îles du Vent dans les Petites Antilles, à l’est de Porto Rico                                                | l'île de Saint-Martin est partagée entre le côté néerlandais et le côté français                                                                                            |